# Arpophyllum giganteum subsp. giganteum
Arpophyllum giganteum subsp. giganteum es una subespecie de orquídea epifita de Arpophyllum giganteum. Es originaria de Centroamérica. 

## Distribución y hábitat
Se encuentra en México, Belice, Costa Rica, El Salvador, Guatemala, Honduras, Venezuela, Colombia y en Nicaragua donde es común en los bosques abiertos de la zona norcentral a una altitud de 1350–1700 metros. La floración se produce en ene–mar. Es la especie más común y ampliamente distribuida en el género. A menudo se encuentra en los herbarios determinada como A. spicatum.

## Descripción
Es una orquídea generalmente epífita que alcanzó los 90 cm de alto. Con hoja linear de hasta 60 cm de largo y 4 cm de ancho, carnosa-coriácea. La inflorescencia es alargada de 15 cm de largo y 3 cm de ancho, densamente multiflora, con espata comprimida de hasta 16 cm de largo, de color rojo-violeta, el raquis cubierto de glándulas negras, las brácteas florales de 11 mm de largo, agudas, las flores rosado-purpúreas; los sépalos de 6 mm de largo y 3 mm de ancho, ligeramente cóncavos, 5-nervios, formando un mentón alrededor del labelo; con pétalos 5 mm de largo y 1.7 mm de ancho; labelo 6 mm de largo y 4 mm de ancho en la porción apical, lámina ampliamente redondeada en el ápice y contraída arriba de la base sacciforme, bordes erosos y finamente fimbriados; columna 3.7 mm de largo; ovario 6 mm de largo.

## Sinónimos
- Arpophyllum cardinale Linden & Rchb.f., Bonplandia (Hannover) 2: 282 (1854).
- Arpophyllum stenostachyum Schltr., Repert. Spec. Nov. Regni Veg. Beih. 19: 32 (1923).[2]